# Список наград Брежнева
Список наград, которых был удостоен Леонид Ильич Брежнев — председатель Президиума Верховного Совета СССР, Генеральный секретарь ЦК КПСС, Председатель Совета обороны СССР, Маршал Советского Союза. Включает всего 114 наград.

Погоны маршала Советского Союза

## НаградыСССР
- 4 медали «Золотая Звезда» Героя Советского Союза (18.12.1966 (№ 11230)[1], 18.12.1976 (№ 97/II)[2], 19.12.1978 (№ 5/III)[3], 18.12.1981 (№ 2/IV)[4])
- Медаль «Серп и Молот» Героя Социалистического Труда (17.06.1961 (№ 9995))[5]
- 8 орденов Ленина:

1. 2.12.1947 (№ 66231) — за успешное выполнение задания Правительства по восстановлению первой очереди металлургического завода „Запорожсталь“ им. С. Орджоникидзе, МЧМ
2. 18.12.1956 (№ 281153) — в связи с 50-летием и отмечая заслуги перед Коммунистической партией и Советским государством[6]
3. 17.06.1961 (№ 344996) — к званию Герой Социалистического Труда[5]
4. 18.12.1966 (№ 382246) — к званию Герой Советского Союза[1]
5. 02.12.1971 (№ 401096) — «За выполнение 5-летнего плана (1966—1970)»[7][8]
6. 18.12.1976 (№ 425869) — к званию Герой Советского Союза[2]
7. 19.12.1978 (№ 432408) — к званию Герой Советского Союза[3]
8. 18.12.1981 (№ 458500) — к званию Герой Советского Союза[4]

- орден «Победа» (№ 20 — 20.02.1978[9], награждение отменено Указом ПВС СССР 21.09.1989[10])
- 2 ордена Октябрьской Революции (14.03.1979 (№ 58256); 18.12.1980 (№ 87064)[11])
- 2 ордена Красного Знамени (27.03.1942 (№ 23636)[12]; 28.05.1944 (№ 8148)[13])
- орден Богдана Хмельницкого 2-й степени (3.11.1944 (№ 1182)[14])
- орден Отечественной войны 1-й степени (18.09.1943 (№ 11025)[15])
- орден Красной Звезды (16.03.1943 (№ 102567)[16])
- медаль «За боевые заслуги»[17][18]

- медаль «За доблестный труд. В ознаменование 100-летия со дня рождения Владимира Ильича Ленина»[19]

- медаль «За отличие в охране государственной границы СССР»[20]

- медаль «За оборону Одессы» (1942)
- медаль «За оборону Кавказа» (1944)
- медаль «За Победу над Германией в Великой Отечественной войне 1941-1945 гг.» (1945)
- медаль «Двадцать лет победы в Великой Отечественной войне 1941—1945 гг.» (1965)
- медаль «Тридцать лет победы в Великой Отечественной войне 1941—1945 гг.» (1975)
- медаль «За освобождение Варшавы» (1945)
- медаль «За освобождение Праги» (1945)
- медаль «За доблестный труд в Великой Отечественной войне 1941-1945 гг.» (1945)
- медаль «За укрепление боевого содружества» (2.06.1980)
- медаль «За восстановление предприятий чёрной металлургии юга» (1945)
- медаль «За освоение целинных земель» (29.04.1957)[21]
- медаль «40 лет Вооруженных Сил СССР» (1957)
- медаль «50 лет Вооруженных Сил СССР» (1967)
- медаль «60 лет Вооруженных Сил СССР» (1978)
- медаль «В память 250-летия Ленинграда» (1957)
- медаль «В память 1500-летия Киева» (1982)
- Воинский знак отличия генерала армии «Маршальская звезда» (1.11.1974)
- Маршальский знак отличия «Маршальская звезда» и грамота ПВС СССР (7.05.1976)
- медаль «За активное участие в развитии города Кишинёва» № 1.[22]

- медаль лауреата всесоюзной Ленинской премии (20.04.1979)[23]
- наградное оружие — именной пистолет Маузер C-96 (1943)[18]
- Почётное оружие с золотым изображением Государственного герба СССР — именная шашка с золотым изображением Государственного герба СССР (18.12.1976)
- знак «50 лет пребывания в КПСС» (1981)
- Золотая медаль имени Карла Маркса (АН СССР) (1977)
- Золотая медаль Лауреата Международной Ленинской премии «За укрепление мира между народами» (1972)
- Золотая медаль имени Ф. Жолио-Кюри (Движение сторонников мира) (1975)
- Эмблема Международной премии «Золотой Меркурий» (газета «Правда») (14.10.1980)
- Золотой Почётный знак ВЛКСМ (14.04.1977)[24]
- Почётный гражданин г. Днепропетровска (присвоено 21.08.1979, лишен звания 20.12.2023);
- Почётный гражданин г. Тбилиси (21.05.1981);
- Почётный курсант 1-й танковой роты бронетанковой школы Забайкальского военного округа (17.12.1981);
- Почётный гражданин г. Киева (26.04.1982, отменено Киевским городским советом 25.05.2023[25]);
- Почётный гражданин г. Баку (24.09.1982);

## НаградаАргентины
- Большой крест ордена Мая (1974)

## НаградаДемократической Республики Афганистан
- орден «Солнце Свободы» (1981)

## НаградыНародной Республики Болгария
- 3 Золотые Звезды Героя НРБ (1973, 1976, 1981)
- 3 ордена Георгия Димитрова (1973, 1976, 1981)
- медаль «100 лет освобождения Болгарии от Османского ига» (1978)
- медаль «30 лет Социалистической Революции в Болгарии» (1974)
- медаль «90 лет со дня рождения Г. Димитрова» (1972)[18]
- медаль «100 лет со дня рождения Г. Димитрова» (1982)
- Диплом и Золотая медаль лауреата международной Димитровской премии (1978)

## НаградыВенгерской Народной Республики
- 2 ордена Знамени ВНР с бриллиантами (1976, 1981)
- Почётный ветеран комбината «Красный Чепель»

## НаградыСоциалистической Республики Вьетнам
- Золотая Звезда Героя Труда (СРВ, 1982)
- орден Золотой Звезды (1980)
- орден Хо Ши Мина 1-й степени (1982)

## НаградаРеспублики Гвинея
- орден Независимости (1961)

## НаградыГерманской Демократической Республики
- 3 Золотые Звезды Героя ГДР (1976, 1979, 1981)
- 3 ордена Карла Маркса (1974, 1979, 1981)
- орден «Большая Звезда Дружбы Народов» с бриллиантами (1976)
- медаль «За заслуги в укреплении ГДР» (1979)[18]

## НаградыИндонезии
- 2 звезды и знака ордена «Звезда Республики Индонезии» 1-го класса (1961[26], 1976[18])

## НаградаНародно-Демократической Республики Йемен
- орден Революции 14 октября (1982)

## НаградаКорейской Народно-Демократической Республики
- орден Государственного флага 1-й степени (1976)

## НаградыРеспублики Куба
- Золотая Звезда Героя Кубы (1981)
- Орден Хосе Марти (1974)
- Орден «Карлос Мануэль де Сеспедес» (1981)
- орден «Плайя Хирон» (1976)
- медаль «20 лет штурма казармы Монкада» (1973)
- медаль «20 лет Революционных Вооруженных Сил» (1976)

## НаградыЛаосской Народно-Демократической Республики
- Медаль «Золотая Звезда» (1981)
- Золотая медаль Нации (1982)[18]

## НаградыМонгольской Народной Республики
- Золотая Звезда Героя МНР (1976)
- Золотая Звезда Героя Труда МНР «Золотой Соемб» (1981)
- 4 ордена Сухэ-Батора (1966, 1971, 1976, 1981)
- медаль «30 лет Победы на Халхин-Голе» (1969)
- медаль «40 лет Победы на Халхин-Голе» (1979)
- медаль «50 лет Монгольской Народной Революции» (1971)
- медаль «50 лет Монгольской Народной Армии» (1971)
- медаль «30 лет Победы над Японией» (1975)
- Звание «Почётный гражданин МНР» с вручением Золотой Звезды почётного гражданина МНР и грамоты Президиума Великого Народного хурала МНР (1974)

## НаградаРеспублики Перу
- орден «Солнце Перу» 1-й степени (1978)

## НаградыПольской Народной Республики
- Большой крест ордена «Virtuti Militari» (21 июля 1974 года[27], награждение отменено 10 июля 1990 года[28])
- Большой крест ордена Возрождения Польши 1-го класса (1976)
- звезда и знак ордена «Заслуги ПНР» 1-го класса (1981)
- Грюнвальдский крест 2-й степени (1946)
- медаль «За Одру, Нису и Балтику» (1946)
- медаль «Победы и Свободы» (1945)
- Почётный металлург завода «Гута-Варшава»[18]
- Почётный гражданин Катовицкого воеводства (1974)
- Почётный строитель металлургического комбината «Катовице» (1976)[18]

## НаградыСоциалистической Республики Румыния
- орден «Звезда Румынии» 1-й степени с лентой (1976)
- орден «Победа Социализма» (1981)

## НаградыФинляндии
- Большой крест ордена Белой розы с золотой цепью (1976)
- Золотой знак общества «Финляндия-Советский Союз» (1976)

## НаградыЧехословацкой Социалистической Республики
- 3 Золотые Звезды Героя ЧССР (5.05.1970, 29.10.1976, 16.12.1981)
- 4 ордена Клемента Готвальда (1970[18], 1976, 1978, 1981)
- орден Белого льва «За Победу» 1-й степени (1946)
- звезда и знак ордена Белого льва с цепью (1973)
- 2 Военных креста 1939 г. (1945, 1947)
- медаль «За храбрость перед врагом» (1945)
- Военная памятная медаль (1946)
- Дукельская памятная медаль (1960)[18]
- медаль «20 лет Словацкого национального восстания» (1965)
- медаль «50 лет Компартии Чехословакии» (1971)
- медаль «30 лет Словацкого национального восстания» (1975)
- медаль «За укрепление дружбы по оружию» 1-й степени (1980)[18]

## НаградаСоциалистической Эфиопии
- орден «Звезда Почета» (1980)

## НаградыСоциалистической Федеративной Республики Югославия
- орден «Звезда Югославии» 1-й степени (1962)
- орден Свободы (1976)

## Прочие
Награды международных и общественных организаций, медали премий и др.
- медаль лауреата Международной Ленинской премии «За укрепление мира между народами» (12.06.1973)
- Золотая медаль Мира имени Ф. Жолио-Кюри (14.11.1975, от Всемирного Совета Мира)
- Золотая медаль Мира ООН имени О. Гана (1977)
- медаль лауреата Премии имени Г. Димитрова (23.11.1978)
- Международная премия за мир «Золотой Меркурий»
- Золотая медаль имени Карла Маркса (1977, от Академии Наук СССР)
- знак «50 лет пребывания в КПСС» (от ЦК КПСС)
- Золотая медаль Всемирной Федерации Профсоюзов (15.02.1982)

## Судьба наград
26 ноября 1986 года все награды (в описи значились 114) были перевезены с дачи Брежнева в Орденскую кладовую Президиума Верховного Совета СССР, где сданы на хранение в соответствии с пожеланием В. П. Брежневой.
Из записки секретаря ЦК КПСС П. Н. Демичева: «От супруги Брежнева Л. И. приняты государственные награды СССР, в том числе орден „Победы“, 5 золотых звезд Героя, 16 орденов и 18 медалей СССР, две маршальские звезды — генерала армии и Маршала Советского Союза и почетное оружие…
Кроме пяти золотых звезд, получены ещё 34 золотые медали Героя (21 медаль „Золотая Звезда“ и 13 золотых медалей „Серп и Молот“), переданных ему в виде дубликатов.
Приняты также награды иностранных государств — 42 ордена и 29 медалей. Общее количество знаков — 111… 24 декабря 1986 года. П. Демичев» «… Государственные награды Л. И. Брежнева были приняты 26 ноября 1986 года. Заведующая Отделом наград (Р. Б. Эльдарова)».

## В культуре
Русский поэт Игорь Тальков отразил тему многочисленных наград Брежнева в своей песне «Стоп! Думаю себе…».